# Agnès de Courtenay
Agnès de Courtenay (h. 1136 – h. 1184) era filla de Joscelí II d'Edessa i Beatriu d'Armènia, i fou mare del rei Balduí IV de Jerusalem i de la reina Sibil·la de Jerusalem.
Procedia de la família Courtenay, que va governar el Comtat d'Edessa, al nord dels estats croats, des del 1118, quan se li va concedir a Joscelí I d'Edessa (o de Courtenay).
Es va casar primer amb Reinald de Marash i, a la seva mort, es va comprometre amb Hug d'Ibelín, però no va arribar al matrimoni perquè aquest va ser fet presoner en una batalla. Després es va casar amb Amalric, hereu de Jaffa i Ascaló, el 1157. Li va donar dos fills: Sibil·la (nascuda cap a 1160) i Balduí (el futur Balduí IV, nascut el 1161).
Després de les morts de la reina Melisenda el 1161 i del seu successor Balduí III el 1162, Amalric I va ser l'hereu, però la Haute Cour no acceptava Amalric si no es divorciava d'Agnès. Amalric hi estigué d'acord, mantenint la legitimitat dels seus dos fills i el seu dret successori. Després es casaria amb la princesa Maria Comnena, neboda de l'emperador Manuel I, establint així una beneficiosa aliança política amb Constantinoble.
A Agnès no se li va permetre criar els seus fills. El 1163 es va casar amb Hug d'Ibelin (el seu compromís anterior) i, en morir aquest el 1170, amb Reginald de Sidó.
Després de la mort d'Amalric I el 1174, va heretar el regne Balduí IV, i Agnès va tornar a la cort, car el seu fill era menor i malalt de lepra. Va poder exercir certa influència, encara que el regent oficial era Ramon III de Trípoli. Però la seva influència va créixer amb la majoria d'edat de Balduí. Es va convertir així en capitost d'un dels partits, el nucli de l'anomenat “partit cortesà”, al qual se'n van unir molts dels croats nouvinguts.
El 1182, gràcies a l'influx d'Agnès, el moribund Balduí IV va nomenar regent a Guiu de Lusignan. Guiu estava casat amb Sibil·la (per influència d'Agnès) i potser va abusar de la seva posició. Balduí IV va intentar alliberar la seva germana d'aquest matrimoni, però no va poder oposar-se al creixent poder i estil desafiador de Guiu. Agnès, descontenta també amb els abusos de Guiu, va proposar un acord que seria acceptat pels seus rivals del partit dels nobles: Balduí, fill del primer matrimoni de Sibil·la, seria l'hereu; després d'ell es convocaria un consell (amb els reis de França, Anglaterra i l'emperador) per decidir la successió del regne. No obstant això, aquest acord va ser després infringit.
Agnès va morir a Acre cap al 1184. La divisió entre tots dos partits va créixer després de la seva mort, la qual cosa portaria en últim terme a la caiguda del regne el 1187.